# Penisola Srednij
La penisola Srednij (in russo полуостров Сре́дний, poluostrov Srednij?) si trova sulla costa settentrionale della Russia europea. Amministrativamente fa parte del Pečengskij rajon dell'oblast' di Murmansk nel circondario federale nordoccidentale.

## Geografia
La penisola è collegata alla terraferma da un istmo e da un altro istmo alla penisola di Rybačij. In italiano il suo nome significa "penisola di mezzo". Sul lato sud-est si affaccia sul golfo Motovskij, mentre a nord-ovest divide due insenature: la Bol'šaja Volokovaja (grande Volokobaja) e la Malaja Volokovaja (piccola Volokobaja).
Il rilievo della penisola è un altopiano composto da scisto, arenaria e calcare. L'altezza massima è di 343 m. Vicino alla penisola, a nord-ovest, si trovano le isole di Ajnov che fanno parte della riserva naturale di Kandalakša.

## Storia
Negli anni 1920-1939, la maggior parte della penisola apparteneva alla Finlandia. Dopo la guerra sovietico-finlandese, secondo il trattato di Mosca, fu ceduta all'Unione Sovietica. Sulla penisola, nel luglio 1941, furono fermate le truppe tedesche. Nell'ottobre del 1944, le truppe della 14ª armata e della Flotta del Nord sconfissero la 20ª armata montana dei tedeschi (20. Gebirgs-Armee). In memoria degli eventi della Grande guerra patriottica, furono qui eretti un obelisco e un monumento ai soldati sovietici caduti durante la guerra.
La penisola è menzionata nel poema "Il figlio del cannoniere" (Сын артиллериста) di Konstantin Simonov.